# Фердинанд Датский
Наследный принц Фердинанд Датский (22 ноября 1792[…], Кристиансборг, Копенгаген — 29 июня 1863[…], Копенгаген) — внук короля Дании Фредерика V и предполагаемый наследник престола Дании с 1848 года до своей смерти. Если бы он прожил на пять месяцев дольше, то пережил бы своего племянника, короля Фредерика VII, и стал бы королём Дании.

## Биография
Принц Фердинанд родился в 1792 году во дворце Кристиансборг в Копенгагене. Он был младшим ребёнком кронпринца Фредерика и его супруги, Софии Фредерики Мекленбургской. Соответственно, он приходился внуком королю Дании и Норвегии Фредерику V.
Его дед — король Фредерик V скончался в 1766 году; кронпринц Фредерик, отец Фердинанда, был младшим из двух его доживших до взрослого возраста сыновей.
Старшим сыном и наследником Фредерика V был Кристиан VII, однако он был признан сумасшедшим, поэтому обязанности регента (фактического правителя) с 1772 года исполнял его младший брат — кронпринц Фредерик.
Несмотря на сумасшествие, Кристиан VII имел сына, Фредерика VI, который унаследовал его трон (1808) спустя три года после того, как отец Фердинанда, кронпринц-регент Фредерик скончался (1805).
Фредерик VI был не слишком удачливым (при нём Дания утратила Норвегию в пользу Швеции), но вполне дееспособным королём, однако из восьми его детей только две дочери дожили до взрослого возраста.
Поскольку законы Дании того времени фактически исключали женщин из права наследования, то престол Фредерика VI унаследовал (1839) старший брат Фердинанда, который стал известен, как король Кристиан VIII. Того, в свою очередь сменил на престоле сын, который стал править, как король Фредерик VII (1848).
Фердинанду к тому времени было уже 56 лет. В течение его жизни королями Дании последовательно были: его дядя, двоюродный брат, родной старший брат и племянник. Однако, Фердинанд не терял надежды, потому что у его племянника не было сыновей. Поэтому в его правление он официально был признан наследным принцем. В целом, Фердинанд был близок к успеху, поскольку в ноябре 1863 года 55-летний Фредерик VII скончался. Однако, увы, его дяди и наследника не стало всего за пять месяцев до этого — в самом конце июня того же года.
Фердинанд был женат на своей племяннице и ровеснице Каролине Датской (1793—1881), старшей дочери короля Фредерика VI, которая ещё в 1839 году могла бы унаследовать датский престол, однако существовавший в то время в Дании принцип престолонаследия не позволил ей этого сделать. У Фердинанда и его супруги Каролины не было детей — точно также, как у их общего родственника Фредерика VII и его супруги.
Кризис престолонаследия, разразившийся в конце 1863 года, серьёзно потряс страну и даже спровоцировал войну между Данией и Пруссией, однако ни Каролине, ни другим наследницам-женщинам снова не позволили занять трон. Вместо этого, новым королём Дании стал Кристиан IX, родственник прежнего короля по женской линии, обошедший в дипломатической битве за датский престол свою собственную жену, шурина, тёщу и целый ряд других родственников.

## Награды
Среди многих других наград имел и российский ордена Святого Александра Невского (1857).